# Chinchilla de Monte-Aragón
Chinchilla de Monte-Aragón – gmina w Hiszpanii, w prowincji Albacete, w Kastylii-La Mancha, o powierzchni 680,02 km². W 2011 roku gmina liczyła 4116 mieszkańców.